# Gruibingen
Gruibingen település Németországban, azon belül Baden-Württembergben. Lakosainak száma 2303 fő (2023. december 31.).

## Népesség
A település népessége az elmúlt években az alábbi módon változott:
| Lakosok száma | 1521 | 2208 | 2272 | 2235 | 2274 | 2303 |
|               | 1975 | 2017 | 2019 | 2021 | 2022 | 2023 |